# Zasia binti Sirin
Zasia binti Sirin (geb. 24. September 1956, mit vollem Titel: Datin Paduka Hajah Zasia binti Sirin) ist eine ehemalige Politikerin in Brunei. 2011 war sie eine der ersten zwei Frauen, welche in den Legislativrat (Majlis Mesyuarat Negara) berufen wurde, wo sie bis 2016 Mitglied war.

## Leben
Binti Sirin wurde 1956 in Brunei geboren. Sie erwarb einen Bachelor und einen Master in Islamic Studies an der Al-Azhar-Universität in Ägypten. Nach ihrer Rückkehr nach Brunei wurde sie  1980 Beamtin und arbeitete zunächst als Religious Officer. Sie arbeitete sich hoch bis zum Rang der Direktorin des Islamic Preaching Centre (Islamischen Predigt-Zentrums).
2011 wurde binti Sirin in den Legislativrat berufen als eine „Person, welche Exzellenz erreicht hat“ („people who have achieved excellence“). Sie und Salbiah binti Sulaiman waren die ersten Frauen im Legislativrat. Dort war sie bis 2016 Mitglied.